# Ultraman: The Adventure Begins
Ultraman: The Adventure Begins es una película animada Américo-Japonesa  de 1987 producida en conjunto por Hanna-Barbera Productions y Tsuburaya Productions. Fue titulada como Ultraman USA (ウルトラマンUSA Urutoraman Yū Esu Ē?) (ウルトラマンUSA Urutoraman Yū Esu Ē?) para su lanzamiento en Japón en 1989.
Estaba concebida como el piloto para una serie animada, pero esta no se concretó, Sin embargo, los trajes basados en los tres héroes principales (el Equipo Ultra) se usaron en espectáculos teatrales en Japón.

## Personajes

### La Ultra Fuerza
- Scott Masterson (Interpretado por Michael Lembeck; Tōru Furuya en Japón) - El protagonista más joven en la historia Se transforma en Ultraman Scott.
  - Altura: 82 Metros
  - Peso: 64.000 Toneladas
  - Armas:
    - Rayo de luz Granium
    - Ultra Bola de Energía
    - Ultra Cortador
    - Poder Triple
- Chuck Gavin (Interpretado por Chad Everett; Shinji Ogawa en Japón) -  El más duro y el más viejo del equipo, El líder de facto del Equipo. Se transforma en Ultraman Chuck.
  - Altura: 79 Metros
  - Peso: 68.000 Toneladas
  - Velocidad de Vuelo: Mach 22
  - Armas:
    - Rayo de luz Granium
    - Ultra Rayo de Burbujas
- Beth O'Brien (Interpretada por Adrienne Barbeau; Hiromi Tsuru en Japón) -. Se transforma en Ultrawoman Beth.
  - Altura 76 Metros
  - Peso: 54.000 Toneladas
  - Velocidad de Vuelo: Mach 23
  - Armas:
    - Rayo de luz Granium
    - Ultra Chorro de Agua

- Datos: Q7880568